# Witold Ziółkowski
Witold Ziółkowski (ur. 6 czerwca 1956 w Warszawie) – polski koszykarz, występujący na pozycji obrońcy, młodzieżowy reprezentant Polski, medalista mistrzostw Polski, po zakończeniu kariery zawodniczej – trener koszykarski.
20 października 1984 oddał zwycięski rzut z połowy boiska, dając Polonii zwycięstwo nad Zastalem. Został w ten sposób pierwszym w historii polskiej ligi koszykarzem, który zapewnił swojej drużynie zwycięstwo rzutem z połowy, za 3 punkty, kiedy ta przegrywała dwoma punktami tuż przed końcem spotkania. Zdobył w tamtym spotkaniu 12 punktów, pełniąc funkcję kapitana Polonii. Sezon 1984/85 był pierwszym, kiedy FIBA wprowadziła rzut za 3 punkty, a w polskiej lidze wprowadzono rozgrywki play-off.
Jako trener koszykówki kobiet prowadził na poziomie  ekstraklasy drużyny Polonii Warszawa oraz Bank Spółdzielczy Sure Shot Wołomin.

## Osiągnięcia
Drużynowe
- Srebrny medalista mistrzostw Polski (1976)
- Zdobywca Pucharu Polski (1975)
- Finalista pucharu Polski (1976, 1980)
- Awans do najwyższej klasy rozgrywkowej z Polonią Warszawa (1979, 1982, 1984, 1986, 1991)

Reprezentacja
- Uczestnik mistrzostw Europy:
  - U–18 (1974 – 6. miejsce)
  - U–16 (1973 – 9. miejsce)

Trenerskie
- Awans do I ligi (ówczesny najwyższy poziom rozgrywek) z Polonią Warszawa (1998)[2]

- Awans do Sharp Torell Basket Ligi z BS Sure Shot Wołomin (2003)[4]